# UCI Àfrica Tour 2022
L'UCI Àfrica Tour 2022 fou la divuitena edició de l'UCI Àfrica Tour, un dels cinc circuits continentals de ciclisme de la Unió Ciclista Internacional.

## Evolució del calendari

### Novembre
| Data | Cursa        | País         | Cat. | Vencedor         | Equip               | Ref.  |
| ---- | ------------ | ------------ | ---- | ---------------- | ------------------- | ----- |
| 29-7 | Tour de Faso | Burkina Faso | 2.2  | Daniel Bichlmann | Team Kibag-Obor-CKT | [ 2 ] |

### Febrer
| Data  | Cursa          | País   | Cat. | Vencedor           | Equip                           | Ref.  |
| ----- | -------------- | ------ | ---- | ------------------ | ------------------------------- | ----- |
| 20-27 | Tour de Rwanda | Ruanda | 2.1  | Natnael Tesfatsion | Drone Hopper-Androni Giocattoli | [ 3 ] |

### Maig
| Data | Cursa         | País  | Cat. | Vencedor        | Equip                  | Ref. |
| ---- | ------------- | ----- | ---- | --------------- | ---------------------- | ---- |
| 3-8  | Tour de Benín | Benín | 2.2  | Marcel Peschges | Team Embrace The World |      |

### Juny
| Data | Cursa            | País    | Cat. | Vencedor      | Equip  | Ref. |
| ---- | ---------------- | ------- | ---- | ------------- | ------ | ---- |
| 4-12 | Tour del Camerun | Camerun | 2.2  | Moïse Mugisha | Ruanda |      |

### Octubre
| Data | Cursa                   | País    | Cat. | Vencedor         | Equip               | Ref. |
| ---- | ----------------------- | ------- | ---- | ---------------- | ------------------- | ---- |
| 3-8  | Gran Premi Chantal Biya | Camerun | 2.2  | Axel Taillandier | Team France Défense |      |

## Classificacions
- Nota: classificacions definitives a 18 d'octubre.[4][5]

| #  | Ciclista           | Equip                              | Punts  |
| -- | ------------------ | ---------------------------------- | ------ |
| 1  | Biniam Girmay*     | Intermarché-Wanty-Gobert Matériaux | 1.875  |
| 2  | Louis Meintjes     | Intermarché-Wanty-Gobert Matériaux | 1.048  |
| 3  | Natnael Tesfatsion | Drone Hopper-Androni Giocattoli    | 600    |
| 4  | Henok Mulubrhan    | Bardiani CSF Faizanè               | 466,5  |
| 5  | R.J. Van Rensburg  | Lotto-Soudal                       | 391,75 |
| 6  | Dawit Yemane       | Bike Aid                           | 271,83 |
| 7  | Gustav Basson      | ProTouch                           | 243,75 |
| 8  | Stefan de Bod      | Astana Qazaqstan Team              | 236    |
| 9  | Kent Main          | ProTouch                           | 225,75 |
| 10 | Hamza Amari*       | —                                  | 184,33 |

| # | Equip                        | Pts.   |
| - | ---------------------------- | ------ |
| 1 | ProTouch                     | 799,25 |
| 2 | Benediction Ignite           | 160,5  |
| 3 | Sidi Ali-Unlock Team         | 105,01 |
| 4 | BAI Sicasal Petro de Luandam | 15     |
| 5 | May Stars                    | 15     |

| #  | País         | Pts.     |
| -- | ------------ | -------- |
| 1  | Eritrea      | 3.679,33 |
| 2  | Sud-àfrica   | 2.553,25 |
| 3  | Algèria      | 840,13   |
| 4  | Marroc       | 643,35   |
| 5  | Maurici      | 432,99   |
| 6  | Ruanda       | 423      |
| 7  | Namíbia      | 218      |
| 8  | Burkina Faso | 176,99   |
| 9  | Angola       | 150      |
| 10 | Lesotho      | 134      |

| #  | País         | Pts.   |
| -- | ------------ | ------ |
| 1  | Eritrea      | 2.139  |
| 2  | Algèria      | 316,53 |
| 3  | Marroc       | 240,84 |
| 4  | Maurici      | 202,58 |
| 5  | Sud-àfrica   | 180,75 |
| 6  | Ruanda       | 173,5  |
| 7  | Namíbia      | 88     |
| 8  | Burkina Faso | 69,16  |
| 9  | Lesotho      | 69     |
| 10 | Egipte       | 65,99  |